# Punta Pacífica (Sandwich del Sur)
La punta Pacífica (en inglés: Pacific Point) es un pequeño cabo redondeado en la costa noroeste de la isla Zavodovski del archipiélago Marqués de Traverse en las islas Sandwich del Sur, ubicado entre la punta Acre y la punta Hedor. La Dirección de Sistemas de Información Geográfica de la provincia de Tierra del Fuego cita la punta en las coordenadas 56°13′39″S 27°40′02″O / -56.22750, -27.66722.
Originalmente, el personal de Investigaciones Discovery a bordo del RRS Discovery II cartografió la punta en 1930, nombrándola Low Point («punta Baja»). Su nombre cambió en 1953 por una iniciativa del Comité de Topónimos Antárticos del Reino Unido, que nombró a la punta en homenaje a la goleta estadounidense Pacific que al mando del capitán James Brown visitó y desembarcó en la isla Zavodovski en diciembre de 1830, permaneciendo allí con su tripulación durante diez días.
La isla nunca fue habitada ni ocupada, y es reclamada por el Reino Unido como parte del territorio británico de ultramar de las Islas Georgias del Sur y Sandwich del Sur y por la República Argentina, que la hace parte del departamento Islas del Atlántico Sur dentro de la provincia de Tierra del Fuego, Antártida e Islas del Atlántico Sur.